# Даниус, Сара
Мари́я Са́ра Да́ниус (швед. Sara Danius; 5 апреля 1962, г. Тебю — 12 октября 2019) — шведский литературный критик, специалист в области литературоведения и эстетики, профессор эстетики в университете Сёдертёрна, доцент литературы в Упсальском университете..

## Биография
Мария Сара Даниус родилась 5 апреля 1962 года в шведском городе Тебю. Дочь писательницы Анны Вальгрен.
В 1986 году Даниус окончила Стокгольмский университет. В 1989 году в Ноттингемском университете получила степень магистра искусств в области литературоведения. В 1997 году ей была присуждена степень доктора философии в университете Дьюка, в 1999 году получила диплом доктора философии Уппсальского университета.
Область научных интересов: взаимосвязи между литературой и обществом, творчество писателей Марселя Пруста, Гюстава Флобера и Джеймса Джойса. В своей докторской диссертации, защищенной в 1997 году и опубликованной в 2002 году в виде книги под названием Technology, Perception and Aesthetics, она рассматривает произведения Томаса Манна «Волшебная гора», М. Пруста «В поисках утраченного времени» и Джеймса Джойса Улисс в новом свете и считает, что эстетика этих работ неотделима от технологических достижений времени их написания.
С 1986 года Даниус выступала как литературный критик на страницах шведской газеты Дагенс Нюхетер. С 2010 года является действительным членом Шведской королевской академии словесности.
В марте 2013 года Даниус была избрана членом шведской Академии, сменив на этом посту шведского писателя и литературоведа Кнута Анлунда (Knut Ahnlund) (1923—2012). Официальная церемония вступления Даниус в должность состоялась в академии 20 декабря 2013 года.
В июне 2015 года была назначена секретарем академии, сменив Петера Энглунда и стала первой в Швеции женщиной, занимавшей этот пост. Честь объявления лауреата Нобелевской премии по литературе за 2016 год досталась Саре Даниус. Покинула пост секретаря и вышла из состава Шведской академии 26 февраля 2019 года.

## Личная жизнь
Даниус интересовалась модой. На Нобелевских банкетах она надевала специально разработанные Пэром Энгсхеденом платья, вдохновленные тремя авторами, которыми она восхищалась: Марсель Пруст, Оноре де Бальзак и Вирджиния Вульф. Её фирменная одежда, блузка с бантиком, стала символом для тех, кто поддерживал её во время кризиса Шведской академии.
С 1989 по 2010 год она была замужем за писателем Стефаном Йонссоном. У них родился сын по имени Лео.
Даниус умерла 12 октября 2019 года в возрасте 57 лет, после того как несколько лет страдала от рака груди.